# Molophilus sylvicolus
Molophilus sylvicolus är en tvåvingeart som beskrevs av Alexander 1924. Molophilus sylvicolus ingår i släktet Molophilus och familjen småharkrankar. Inga underarter finns listade i Catalogue of Life.